# Eolagurus luteus
Eolagurus luteus is een zoogdier uit de familie van de Cricetidae. De wetenschappelijke naam van de soort werd voor het eerst geldig gepubliceerd door Eversmann in 1840.